# René Schoeller
René Schoeller (Paris, 26 décembre 1881 - Paris, 21 novembre 1942) est un directeur de presse français. 

## Biographie
Ingénieur centralien de formation, René Schoeller épouse en février 1907 Suzanne Féraud, dont un fils, Guy. Il travaille d'abord pour le constructeur de moteur électrique Nilmélior avant d'entrer à l'Office national de la Presse comme secrétaire général puis directeur. Durant la Première guerre mondiale, son journal est poursuivi par le Gouvernement qui estime qu'il ne fait pas assez œuvre de propagande ; l'affaire entraîne sa relaxe en 1919 et les excuses de Georges Clemenceau.
Il est ensuite nommé en 1920 par Eugène Delesalle directeur général des Messageries Hachette et le demeure jusqu'à sa mort survenue en 1942,.
Passionné de nautisme, il préface l'ouvrage de René Chavériat (La Voile, Bernard Grasset, 1937) et fut à partir de 1928, président d'honneur du Yacht Moteur Club de France.